# سیبیای سرسیاه
سیبیای سرسیاه (نام علمی: Heterophasia desgodinsi) نام یک گونه از سرده سیبیا است.